# بوکس در المپیک تابستانی ۲۰۰۴
مشت‌زنی در بازی‌های المپیک تابستانی ۲۰۰۴ نام رویداد ورزش مشت‌زنی در بازی‌های المپیک تابستانی بود که در سال ۲۰۰۴ برگزار شد.

## جدول مدال‌ها
| رتبه | کشور                      | طلا | نقره | برنز | مجموع |
| ۱    | کوبا (CUB)                | ۵   | ۲    | ۱    | ۸     |
| ۲    | روسیه (RUS)               | ۳   | ۰    | ۳    | ۶     |
| ۳    | تایلند (THA)              | ۱   | ۱    | ۱    | ۳     |
| ۳    | قزاقستان (KAZ)            | ۱   | ۱    | ۱    | ۳     |
| ۵    | ایالات متحده آمریکا (USA) | ۱   | ۰    | ۱    | ۲     |
| ۶    | بلاروس (BLR)              | ۰   | ۲    | ۰    | ۲     |
| ۷    | مصر (EGY)                 | ۰   | ۱    | ۲    | ۳     |
| ۸    | فرانسه (FRA)              | ۰   | ۱    | ۰    | ۱     |
| ۸    | بریتانیای کبیر (GBR)      | ۰   | ۱    | ۰    | ۱     |
| ۸    | کره شمالی (PRK)           | ۰   | ۱    | ۰    | ۱     |
| ۸    | ترکیه (TUR)               | ۰   | ۱    | ۰    | ۱     |
| ۱۲   | جمهوری آذربایجان (AZE)    | ۰   | ۰    | ۲    | ۲     |
| ۱۲   | آلمان (GER)               | ۰   | ۰    | ۲    | ۲     |
| ۱۲   | کره جنوبی (KOR)           | ۰   | ۰    | ۲    | ۲     |
| ۱۲   | ازبکستان (UZB)            | ۰   | ۰    | ۲    | ۲     |
| ۱۶   | بلغارستان (BUL)           | ۰   | ۰    | ۱    | ۱     |
| ۱۶   | چین (CHN)                 | ۰   | ۰    | ۱    | ۱     |
| ۱۶   | ایتالیا (ITA)             | ۰   | ۰    | ۱    | ۱     |
| ۱۶   | رومانی (ROU)              | ۰   | ۰    | ۱    | ۱     |
| ۱۶   | سوریه (SYR)               | ۰   | ۰    | ۱    | ۱     |